# Ri Kum-suk
Ri Kum-suk (16 de agosto de 1978) é uma futebolista norte-coreana que atua como atacante. Foi eleita a futebolista asiática do ano de 2007.

## Carreira
Ri Kum-suk integrou o elenco da Seleção Norte-Coreana de Futebol Feminino, nas Olimpíadas de 2008.